# ルビージュネの戦い
ルビージュネの戦い（ルビージュネのたたかい、英: Battle of Rubizhne）は、ロシアのウクライナ侵攻のウクライナ東部攻勢において、ウクライナのルハーンシク州セヴェロドネツィク地区ルビージュネで2022年3月15日から5月12日まで続いた戦闘である。

## 戦闘経過
2月28日15時頃、ロシア軍が、事実上のルハーンシク州の行政中心地であり、ルビージュネのすぐ南東にあるセヴェロドネツィクへの砲撃を開始した。セルヒイ・ハイダイ州知事によれば、1人が亡くなり、複数の負傷者が出たという。天然ガスパイプラインも砲撃された。
3月2日、セヴェロドネツィク周辺のほぼすべての村で戦闘が起こっていると報じられた。ロシア軍はセヴェロドネツィクへの砲撃を継続し、防空シェルターとして使われている学校の体育館などを攻撃している。死者の報告はない。同日15時20分、ウクライナ当局はロシア軍がセヴェロドネツィクへの侵攻を試みたものの撤退したと発表した。4日後、州知事は、リシチャンシク、セヴェロドネツィク、ルビージュネで戦闘が起こっていると発表した。

## 戦闘

### 3月
3月15日、州知事は、ロシア軍の砲撃がルビージュネの病院、視覚障害のある子どもの養護施設、学校3校を直撃し、4人が亡くなったと発表した。
3月17日、親ロシア派のルガンスク人民共和国軍がルビージュネ郊外の西部と北西部に侵攻して占領し、正午頃には市庁舎を占拠し、ルビージュネ南部への攻撃を開始した。翌日には、ルガンスク人民共和国軍がルビージュネの一部を占領し、一方で南部では戦闘が続いていた。3月19日から20日にかけて、ロシア軍とルガンスク人民共和国軍がヴァルヴァリョフカとルビージュネ北部を占領した。
3月22日、ルガンスク人民共和国のレオニード・パセチニク首長は、ルハーンシク州のおよそ80%を占領し、ポパスナ、リシチャンシク、セヴェロドネツィク、クレミンナが解放されていないと発言し、戦場の状況は安定した緊張感があり、ルガンスク人民共和国軍はポパスナとルビージュネを占領するべく奮闘しているとした。2日後、ロシア軍がルビージュネ内に侵攻した。

### 4月
伝えられるところでは、4月7日頃には、ロシア軍がルビージュネの60%を占領し、砲撃とロケット攻撃が「定期的に、持続的な間隔で」都市に着弾しているとされる。翌日、第128独立山岳強襲旅団が攻勢を掛け、ロシア軍をルビージュネ北西のクレミンナから6–10キロメートルのところまで退却させたという。
4月9日、ロシア軍の第4親衛戦車師団の部隊がこの地域に集結していたとされる。4月11日から12日にかけて、ロシア軍が攻撃し続けたが優勢にはならなかった。ウクライナは、4月16日頃には、セヴェロドネツィクの70%がロシア軍の砲撃で破壊されたと主張している。
4月18日、ロシア軍がウクライナ東部での攻勢を再開し、セヴェロドネツィクへの空爆を行った。同日の朝には、激しい戦闘によりウクライナが支配を失ったため、ロシア軍がクレミンナ内に侵攻した。州知事によれば、市民200人が戦闘で亡くなり、戦闘から逃れようとして4人が亡くなり、1人が負傷したという。戦闘において、ルガンスク人民共和国によれば、ルガンスク人民共和国軍の大隊がウクライナ軍に包囲され、最後まで戦い、司令官が戦死した。この衝突による死傷者の人数は不明である。翌日には、ロシア軍がクレミンナを完全に支配した。
4月20日、ロシア軍とルガンスク人民共和国軍がルビージュネに侵攻し。中心部を占領した。26日の時点で、ロシア軍はウクライナ軍を包囲するために少しずつルビージュネの西部と南部に進軍している

### 5月
ウクライナは、5月3日にロシア軍の戦闘機がルビージュネのカントリーエレベーターを空爆したと報じた。このカントリーエレベーターはGolden AGRO LLCの所有で2020年に開業したものだが、空爆により完全に破壊された。また、同日、ルビージュネ近郊のミハイリウカが砲撃され、St. Elijah's Monastery Barbarian and rector of the church of St. Theodosius of Chernihiv in Mykhailivka, 修道司祭 Parthenius died.。5月4日、ウクライナ軍は、ロシア軍がルビージュネを完全に支配しようとして失敗したと主張した。5月8日、ウクライナ軍がポパスナから撤退したため、ロシア軍が完全に支配したと報じられた。伝えられるところでは、ポパスナ付近の戦闘で、ロシア軍が中心部のすべての不動産を損傷させ、破壊したという。Seriy Hayday, the head of the Luhansk Regional Military Administration, claimed that Russian forces were "removing [ポパスナ] from the map of Luhansk region".。5月12日、ロシア軍がルビージュネと近隣のヴォエヴォディウカを占領したと報じられた。